# Eucalyptus chlorophylla
Eucalyptus chlorophylla là một loài thực vật có hoa trong Họ Đào kim nương. Loài này được Brooker & Done mô tả khoa học đầu tiên năm 1986.